# Іва Майолі
Іва Майолі (хорв. Iva Majoli) — хорватська тенісистка, чемпіонка Ролан-Гарросу 1997 року.
Стала професіональною тенісисткою у 14 років. Найбільших успіхів досягала до 20-ти. У 19 років сенсаційно перемогла Мартіну Хінгіс у фіналі Відкритого чемпіонату Франції.
Кар'єру тенісистки Майолі завершила 2004 року. У 2006 році одружилася з місцевим бізнесменом. У жовтні 2007 року народила дочку.
У 2007-му  бала участь у хорватському варіанті «Танців із зірками». 2012 року очолювала хорватську команду в Fed Cup.

## Фінали турнірів Великого шолома

### Одиночний розряд: 1 (1–0)
| Результат | Рік  | Турнір      | Поверхня | Супротивниця   | Рахунок  |
| --------- | ---- | ----------- | -------- | -------------- | -------- |
| Перемога  | 1997 | French Open | Ґрунт    | Мартіна Хінгіс | 6–4, 6–2 |

## Фінали турнірів WTA

### Одиночний розряд: 17 (8–9)
| Результат | №  | Дата             | Турнір       | Поверхня  | Супротивниця            | Рахунок            |
| --------- | -- | ---------------- | ------------ | --------- | ----------------------- | ------------------ |
| Поразка   | 1. | 7 лютого 1994    | Осака        | Килим (i) | Мануела Малеєва-Франьєр | 1–6, 6–4, 5–7      |
| Поразка   | 2. | 18 квітня 1994   | Барселона    | Ґрунт     | Аранча Санчес Вікаріо   | 0–6, 2–6           |
| Поразка   | 3. | 24 жовтня 1994   | Ессен        | Килим (i) | Яна Новотна             | 2–6, 4–6           |
| Поразка   | 4. | 24 квітня 1995   | Барселона    | Ґрунт     | Аранча Санчес Вікаріо   | 7–5, 0–6, 2–6      |
| Перемога  | 1. | 2 жовтня 1995    | Цюрих        | Килим (i) | Марі П'єрс              | 6–4, 6–4           |
| Перемога  | 2. | 9 жовтня 1995    | Фільдерштадт | Хард (I)  | Габріела Сабатіні       | 6–4, 7–6(7–4)      |
| Перемога  | 3. | 29 січня 1996    | Токіо        | Килим (i) | Аранча Санчес Вікаріо   | 6–4, 6–1           |
| Поразка   | 5. | 12 лютого 1996   | Париж        | Килим (i) | Жулі Алар-Декюжі        | 5–7, 6–7(4–7)      |
| Перемога  | 4. | 19 лютого 1996   | Ессен        | Килим (i) | Яна Новотна             | 7–5, 1–6, 7–6(8–6) |
| Поразка   | 6. | 30 вересня 1996  | Лейпциг      | Килим (i) | Анке Губер              | 7–5, 3–6, 1–6      |
| Перемога  | 5. | 17 лютого 1997   | Гановер      | Килим (i) | Яна Новотна             | 4–6, 7–6(7–2), 6–4 |
| Перемога  | 6. | 28 квітня 1997   | Гамбург      | Ґрунт     | Руксандра Драгомір      | 6–3, 6–2           |
| Перемога  | 7. | 26 травня 1997   | French Open  | Ґрунт     | Мартіна Хінгіс          | 6–4, 6–2           |
| Поразка   | 7. | 6 листопада 2000 | Куала-Лумпур | Хард      | Ганрієта Нагійова       | 4–6, 2–6           |
| Поразка   | 8. | 17 вересня 2001  | Квебек-Сіті  | Килим (i) | Меган Шонессі           | 1–6, 3–6           |
| Перемога  | 8. | 15 квітня 2002   | Чарлстон     | Ґрунт     | Патті Шнідер            | 7–6(7–5), 6–4      |
| Поразка   | 9. | 29 квітня 2002   | Бол          | Ґрунт     | Оса Свенссон            | 3–6, 6–4, 1–6      |

### Парний розряд: 5 (1–4)
| Результат | №  | Дата           | Турнір    | Поверхня  | Партнерка          | Супротивниці                            | Рахунок            |
| --------- | -- | -------------- | --------- | --------- | ------------------ | --------------------------------------- | ------------------ |
| Поразка   | 1  | 20 лютого 1995 | Лінц      | Килим (i) | Петра Шварц        | Мередіт Макграт Наталі Тозья            | 1–6, 2–6           |
| Поразка   | 2. | 24 квітня 1995 | Барселона | Ґрунт     | Маріан де Свардт   | Лариса Нейланд Аранча Санчес Вікаріо    | 5–7, 6–4, 5–7      |
| Поразка   | 3. | 14 серпня 1995 | Торонто   | Хард      | Мартіна Хінгіс     | Габріела Сабатіні Бренда Шульц-Маккарті | 6–4, 0–6, 3–6      |
| Поразка   | 4. | 28 квітня 1997 | Гамбург   | Clay      | Руксандра Драгомір | Анке Губер Марі П'єрс                   | 6–4, 6–7(1–7), 2–6 |
| Перемога  | 1. | 5 лютого 2001  | Париж     | Килим (i) | Віржіні Раззано    | Кімберлі По Наталі Тозья                | 6–3, 7–5           |

## Виноски
1. ↑  Collins B. The Bud Collins History of Tennis: An Authoritative Encyclopedia and Record Book — 2 — NYC: New Chapter Press, 2010. — P. 698. — ISBN 978-0-942257-70-0

| Тенісист | Це незавершена стаття про тенісиста чи тенісистку. Ви можете допомогти проєкту, виправивши або дописавши її. |